# Emiliano Fabbricatore
Emiliano Fabbricatore (Santa Sofia d'Epiro, 12 agosto 1938 – Grottaferrata, 6 gennaio 2019) è stato un abate italiano di etnia arbëreshë.
Dal 2000 al 2013 è stato esarca archimandrita dell'abbazia territoriale di Santa Maria di Grottaferrata

## Biografia
Nato a Santa Sofia d'Epiro il 12 agosto 1938, fu ordinato sacerdote il 13 agosto 1967 per l'Ordine basiliano italiano di Grottaferrata.
Nominato abate dell'abbazia territoriale di Santa Maria di Grottaferrata il 31 gennaio 2000, ricevette la chirotesia ad archimandrita (benedizione abbaziale) il successivo 5 marzo. Ebbe il titolo di "protoarchimandrita" e di "abate di abbazia territoriale", equiparata alle altre diocesi.
Si occupò molto dei temi dell'ecumenismo specialmente tra la Chiesa cattolica e quella ortodossa, partecipando alle occasioni di confronto. Nella sua analisi le divergenze principali non sono più quelle dottrinarie, ma quelle sorte sulla posizione delle Chiese uniate, di cui gli ortodossi negano la legittimità e che accusano di proselitismo. Si offrì in posizione mediatrice in quanto archimandrita di Grottaferrata, abbazia fondata prima dello Scisma, e continuazione di una istituzione riconosciuta anche dalla Chiesa ortodossa.
Come archimandrita organizzò con cura le celebrazioni dedicate al millennio del monastero, fondato da San Nilo nel 1004.
Fu membro del centro per l'ecumenismo e si attivò più volte per l'apertura del dialogo con le comunità ortodosse ora ampiamente presenti in Italia per via delle immigrazioni.
Il 4 novembre 2013 papa Francesco accettò la sua rinuncia all'ufficio di abate di Santa Maria di Grottaferrata. Gli succedette, come amministratore apostolico, il vescovo di Albano Marcello Semeraro.
Muore il 6 gennaio 2019 all'età di 80 anni.

## Opere
- Typikón dei monaci basiliani di Santa Maria di Grottaferrata, Editore Bannò, 2006, ISBN 978-88-6062-078-1.
- Il monastero italo-bizantino di Grottaferrata 1004-2004 : mille anni di storia, spiritualità e cultura, Editore De Luca, 2005, ISBN 978-88-8016-663-4.